# ادوبی آدیشن
ادوبی آدیشن (نام قبلی: کول ادیت پرو) یک نرم‌افزار ویرایش فایل‌های صوتی است که توسط کمپانی ادوبی ارائه می‌شود. این نرم‌افزار امکان تبدیل، میکس، و اعمال افکت‌های صوتی را روی فایل‌های صوتی مانند MP3, WAV, WMA و غیره را فراهم می‌کند.

## نسخه‌ها
آخرین نسخهٔ این نرم‌افزار ویرایش است با نام Adobe Audition CC ۲۰۲۳ که توسط کمپانی معتبر ادوبی منتشر شد.Adobe audition نسخه جدید نرم‌افزار Cool Edit می‌باشد، همان گونه که از نام ان پیدا است، این برنامه به ویرایش، Mix , ضبط صدا و عملیات بر روی فایل‌های صوتی می‌پردازد.
می‌توان به وسیله Audition به تهیه و ویرایش و نمایش حلقه‌ها پرداخت. حلقه‌ها درmulti track view کار برد بسیاری دارند. Time Stretching بدون تغییر دادن (زیر یا بم کردن) صدا زمان آن را افزایش می‌دهد. این تکنیک خصوصاً برای اندازه کردن صدا بر روی video بسیار مناسب است. این کار را می‌توان با استفاده از Clip>Time Stretch Properties انجام داد. فایل‌های صوتی که به صورت Wav می‌باشند فضای بسیار زیادی را اشغال می‌کنند؛ مثلاً یک فایل آهنگ سه دقیقه‌ای ممکن است حجمی برابر 30 Mb بر روی Hard disk اشغال کند. Audition این قابلیت را به ما می‌دهد که حجم فایل‌ها را کم کنیم.
Mp3 pro تکنیک جدید compression می‌باشد که Bit rate پایین‌تری از MP3های معمولی استفاده می‌کند. Bit rateهای معمول در mp3های معمولی ۱۹۲و۱۶۰و ۱۲۸ می‌باشند. در حالی که mp3 pro معمولاً از bit rate 96 – یا ۸۰ و ۶۴- استفاده می‌کند. Mp3 pro از تکنیکی به نام Spectral Band Replication یا (SBR) استفاده می‌کند؛ که Frequencyهای پایین در Bit rateهای پایین کمپرس می‌شوند و frequencyهای بالا کمپرس نمی‌شوند بلکه توسط play back device دوباره ساخته می شونn اگر نرم‌افزارMp3 player با mp3 pro سازگار نباشد frequencyهای بالا را نا دیده می‌گیرد که به پایین آمدن کیفیت صدا منجر می‌شود. هم چنین می‌توان فایل‌های صدا با کیفیت عالی از Audition را در Adobe Premiere وارد کرد و به راحتی صداهایی که در Premiere تولید شده‌است را در multi track view باز کرد. هم چنین می‌توان از تکنیک‌های Noise Reduction برای پاکسازی soundtrackهای ویدئو استفاده کرد.

## تاریخچه نرم‌افزار ادوب ادیشن
نرم‌افزار ادوب ادیشن برای اولین بار در ماه آگوست سال ۲۰۰۳ توسط مهندسین و متخصصین نرم‌افزار به روی کار آمد، منتها آنچنان ویژگی خاصی نداشت. در ادامه با اصلاح و بازنگری، دوباره توسط مهندسین این نرم‌افزار با نام Cool Edit Pro 2.1 در بازار خرید و فروش نرم‌افزار وارد شد و سازندگان آن را به طرفداران نرم‌افزار ادوب ادیشن شناساندن. پس از مدتی هم این نرم‌افزار ویرایش صدا در ماه می سال ۲۰۰۴ با ورژن Audition v1.5 روانه بازار شد. این نسخه از نرم‌افزار ویرایشی ادوب ادیشن امکاناتی مهمی چون ویرایش فضای فرکانس، ادیت اولیه فیلم‌های ویدئویی و هماهنگ سازی آن با نرم‌افزار ادوب پریمیر Adobe Premiere، ویرایش صدا در شبکه‌های رادیویی، صنعت ضبط صدا موسیقی و … برای استفاده‌کنندگان خود مهیا کرد.

## مهم‌ترین کاربردهای ادوب ادیشن
- به کمک این نرم‌افزار ادیت صدا می‌توانید فایل‌های چند ترکه (track) و چند فرمت را ویرایش و ترمیم کنید.
- سرعت کار ویرایش در این برنامه قابل توجه است، چرا که مدت زمان رندر آن در ورژن‌های جدید به کمترین میزان خود رسیده‌است.
- در کنار کاربردهای متعدد این اپلیکیشن، کسانی که در نظر دارند به میکس فایل‌های خود بپردازند، این کار توسط برنامه دیجیتالی ادوب ادیشن امکانپذیر شده و در عین حال در کنار میکس (ترکیب) می‌توان اقداماتی چون ویرایشگری و ضبط به کل خییل ساده‌تر انجام داد.
- کسانی که در موضوعاتی چون تولید پادکست، انواع فایل صوتی، موسیقی متن فیلم‌ها و آهنگ‌ها و…. فعالیت می‌کنند، به کمک برنامه Adobe Audition می‌توانند تولیدات موثرتر و با کیفیتی را ایجاد کنند و بعد به مخاطب مورد نظرشان ارائه دهند.
- سرعت پردازش برنامه دیجیتالی ادوب ادیشن به شکلی است که در محیط کار این اپلیکیشن می‌توان آن را مشابه برنامه DAW (Digital Audio Workstation)عنوان کرد.
- درست است که به کمک نرم‌افزار DAW می‌توانید دو آهنگ را ویرایش کنید، منتها به کمک ادوب ادیشن می‌توانید روی یک مجموعه دو آهنگ آن هم در مدت زمان کمتر کار ویرایش و ترمیم را انجام دهید.
- تعدادی از افراد هم که نیازمند سازه‌های صوتی دقیق، افکت چندگانه صدا، ترمیم فایل صوتی هستند می‌تونند از امکاناتی چون اتوماسیون برای تخمین پارامترها، میزان صدای خودکار و …. در نرم‌افزار ویرایش صدا ادوب ادیشن استفاده کنند.
- با استفاده از فضای کاری قابل تنظیم و رابط‌های موجود در این برنامه ویرایش دیجیتالی صدا می‌توانید، برش‌های ساده تا پیچ خوردگی‌ها صدا را در آن به آسانی ادیت و اصلاح کنید.
- توسط میکسرهای کامل این نرم‌افزار می‌توان چندین آهنگ را هم، همزمان تنظیم کرد. در کنار این مزیت، حتی می‌توان چندین منبع ورودی صدا را ضبط کرد.
- با Media Browser که در محیط کاری نرم‌افزار ادوب ادیشن هست، می‌توان طیف وسیعی از چند فرمت و کدک codes را مدیریت و پشتیبانی کرد.
- از طریق نرم‌افزار دیجیتالی (Adobe Audition) به راحتی می‌توانید آهنگ یا فایل صوتی بی کیفیت را به کمک پلاگین‌ها و پشتیبانی‌های ویژه این اپلیکیشن ترمیم کنید. سرانجام این فایل‌ها با استفاده از ذوق و استعداد هنری شما به فایل‌های صوتی با کیفیت و حرفه‌ای تبدیل می‌شود.
- کسانی که کار ویرایش صدا، میکس، ترمیم انواع صداها را به کمک افکت‌ها و پلاگین‌ها انجام می‌دهند، همیشه با مشکل زمان بالای رندر مواجه بودند به‌طور حتم این موضوع را تأیید می‌کنند. بدین ترتیب مهندسین این نرم‌افزار برای حل این مسئله، به گونه‌ای آن را طراحی کردند که مدت زمان رندر با کیفیت به کمترین میزان خود رسیده‌است.
- زمانی که در محیط کار برنامه دیجیتالی ادوب ادیشن فایل مورد نظر را برای ویرایش انتخاب می‌کنید تا با کمک fadesها کار محو کردن صداهای اضافی را انجام دهید. در کنار fad کردن حتی می‌توانید به کمک منحنی‌ها ی قابل مشاهده برای تنظیمات بهتر صدا، آنها را بالا و پایین کنید.
- این نرم‌افزار ویرایش صدا برای افرادی می‌تواند کاربردی تر باشد که قبلاً به شکل ابتدایی و مقدماتی روی تولید صدا کار کرده باشند. پس با استفاده از ابزارهای پیشرفته و کارآمد این اپلیکیشن می‌توانید فایل صوتی خودتان را به کمک لایه‌هایی جدید میکس، اصلاح و ویرایش کنید.
- علاقمندان موسیقی مطلع باشند که به کمک امکانات ادوب ادیشن می‌توان تغییرات بسیار گسترده‌ای بر روی فایل صدا تحت هر عنوان انجام داد. از حذف نویزها در فایل صدا تا از بین بردن صدای نفس زدن خواننده موزیک و … می‌باشد.
- نکته بعدی در خصوص کاربردهای این نرم‌افزار ویرایش صدا آن است که توسط این اپلیکیشن حتی می‌توانید خودتان افکت طراحی کنید.

## نویزگیری صدا
یکی از مهم‌ترین قابلیت‌هایی که ادوبی ادیشن داراست، ابزارهای مختلف برای بحث نویزگیری است. به این شکل که اگر شما صدایی دارید که دارای نویز است، می‌توانید با استفاده از ابزار Noise Reduction این کار را به راحتی انجام دهید. البته اگر نویزی که شما دارید، صدای کلیک موس هست، آدیشن یک ابزار دیگر برای شما قرار داده‌است و آن، ابزار Automatic Click Remover است که برای حذف این صدای مزاحم استفاده می‌شود.